# Jiří Havlíček (politik ČSSD)
Jiří Havlíček (* 16. května 1976 Ledeč nad Sázavou) je český politik a ekonom, od dubna do prosince 2017 ministr průmyslu a obchodu ČR v Sobotkově vládě, v letech 2014 až 2017 a opět v letech 2018 až 2019 náměstek ministra průmyslu a obchodu ČR, v letech 2010 až 2014 první místostarosta města Čáslavi, člen ČSSD.

## Život
V roce 1994 absolvoval Gymnázium v Čáslavi, následně vystudoval Národohospodářskou fakultu Vysoké školy ekonomické v Praze (promoval v roce 1999 a získal titul Ing.). V roce 2012 pak ještě dokončil dálkové studium MBA na online univerzitě LIGS University (která není akreditována žádnou agenturou uznávanou Ministerstvem školství Spojených států amerických ani žádnou z českých akreditačních komisí) v oboru marketing a komunikace.
V letech 2000 až 2001 pracoval jako vedoucí oddělení v rámci úseku Ústředního finančního a daňového ředitelství na Ministerstvu financí ČR. Následně působil dva roky jako ekonomický poradce. V roce 2003 nastoupil na Ministerstvo průmyslu a obchodu ČR, kde zastával až do roku 2006 pozici ředitele kabinetu ministra Milana Urbana. V letech 2006 až 2010 byl hlavním manažerem/ústředním tajemníkem ČSSD.
Jiří Havlíček žije ve středočeské Čáslavi, konkrétně v části Nové Město. Je rozvedený, má dceru Anetu. Mezi jeho zájmy patří literatura (historie, sci-fi), cestování, rybaření a chalupaření.

## Politické působení
Od roku 1998 je členem ČSSD, ve které již při vysokoškolských studiích působil v pozici tajemníka Okresního výkonného výboru Kutná Hora.
V komunálních volbách v roce 1998 a 2002 kandidoval za ČSSD do Zastupitelstva města Čáslav na Kutnohorsku, ale nebyl zvolen. Zastupitelem města se stal až po volbách v roce 2006. Ve volbách v roce 2010 svůj mandát obhájil a navíc se v listopadu 2010 stal 1. místostarostou města. V únoru 2014 však na post místostarosty rezignoval, jelikož se stal náměstkem na MPO ČR. Také v komunálních volbách v letech 2014 a 2018 post zastupitele města obhájil.
Dne 11. února 2014 byl jmenován náměstkem ministra průmyslu a obchodu ČR a vedoucím Úřadu ministerstva, řídí sekci správní. Na konci února 2017 byl z postu ministra průmyslu a obchodu ČR odvolán Jan Mládek, premiér Bohuslav Sobotka pak ve druhé polovině března 2017 navrhl prezidentu Miloši Zemanovi na uvolněnou funkci právě Havlíčka. Prezident se s ním 27. března 2017 sešel a následně jej dne 4. dubna 2017 jmenoval ministrem průmyslu a obchodu ČR. Ve funkci ministra průmyslu a obchodu ČR setrval do 13. prosince 2017, kdy byl novým ministrem jmenován Tomáš Hüner.
V červnu 2018 byl opět jmenován náměstkem ministryně průmyslu a obchodu ČR Marty Novákové, spadala pod něj Sekce legislativní a provozní. Ta se jej však snažila ke konci roku 2018 odvolat. Nakonec odešel z pozice náměstka na konci května 2019.